# Pizza of Death Records
Pizza of Death Records is een Japans platenlabel opgericht in Tokio door Ken Ken Yokoyama, de frontman van de punkband Hi-Standard. Het werd in 1994 opgericht als een dochteronderneming van het Californische Fat Wreck Chords en werd pas officieel een onafhankelijk platenlabel in 1999 met de uitgave van het album Making the Road van Hi-Standard. Bij het label spelen op het moment 19 bands waarvan er vijf uit de Verenigde Staten en Europa komen. Een van deze bands is Me First and the Gimme Gimmes, een band waar Fat Mike, de eigenaar van Fat Wreck Chords, als bassist bij speelt. Het label wordt gedistribueerd door het Japanse distributielabel Toy's Factory.

## Bands en artiesten
| Uit Japan - Water Closet - Comeback my Daughters - Moga the 5 - Toast - BBQ Chickens - Hawaiian6 - Razors Edge - The Genbaku Onanies - Ken Yokoyama - Asparagus - Slimeball - Upper - F.I.B. - Garlic Boys - WANIMA | Uit Noord-Amerika en Europa - Me First and the Gimme Gimmes - Good Riddance - Venerea - Satanic Surfers - Snuff |

## Compilatiealbums
- The Best New-Comer of The Year
- The Very Best of Pizza of Death I
- The Very Best of Pizza of Death II
- Have a Slice of Death